# 토케이 (래퍼)
토케이는 대한민국의 가수다. 2021년 싱글 《UP》으로 데뷔했다.

## 방송
- 쇼미더머니 10 (2021) - Top56

## 음반
- UP (2021)